# シヴタ
シヴタまたはソボタ（Shivta or Sobota, ヘブライ語: שבטה）は、イスラエルのネゲヴ砂漠にある遺跡である。
長い間香を運んだ交易路のターミナルとなっていたナバテア人都市と考えられてきたが、現在の考古学者たちは、実際にはビザンティン帝国時代の農業コロニーで、聖カタリナ修道院への巡礼路の中継点になっていた可能性を考慮するようになっている。
一帯で発見された灌漑システムの分析に基礎をおいた新しい評価では、シヴタはほかの場所でのビザンティン時代の建造物と対応するものを備えている。現在までに、ビザンティン時代の影響が色濃く残る遺跡群は、より早い時代のナバテア人都市遺構の上に築かれた、修道院のコミュニティの遺跡であると見なされている。
シヴタは他の都市遺跡などとともに「ネゲヴ砂漠の香の道と都市群」として、ユネスコの世界遺産に登録されている。